# تپه لوشکان
تپه لوشکان مربوط به دوران‌های تاریخی پس از اسلام است و در شهرستان تاکستان، روستای لوشکان واقع شده و این اثر در تاریخ ۲۵ اسفند ۱۳۷۸ با شمارهٔ ثبت ۲۶۳۷ به‌عنوان یکی از آثار ملی ایران به ثبت رسیده است.